# Torneo de Birmingham 2019
El  Nature Valley Classic 2019 fue la 38.ª edición de este torneo de tenis femenino jugado en césped al aire libre. Se llevó a cabo en el Edgbaston Priory Club de Birmingham (Inglaterra, Reino Unido) entre el 17 y el 23 de junio de 2019.

## Distribución de puntos
| Modalidad           | Campeona | Finalista | Semifinales | Cuartos de final | 2ª ronda | 1ª ronda | Clasificadas | 3ª ronda de clasificación | 2ª ronda de clasificación | 1ª ronda de clasificación |
| Individual femenino | 470      | 305       | 185         | 100              | 55       | 1        | 25           | 18                        | 13                        | 1                         |
| Dobles femenino     | 470      | 305       | 185         | 100              | -        | 1        | -            | -                         | -                         | -                         |

## Cabezas de serie

### Individuales femenino
| Tenista           | Ranking | Preclasificada |
| Naomi Osaka       | 1       | 1              |
| Ashleigh Barty    | 2       | 2              |
| Karolína Plíšková | 3       | 3              |
| Elina Svitolina   | 7       | 4              |
| Aryna Sabalenka   | 10      | 5              |
| Qiang Wang        | 15      | 6              |
| Johanna Konta     | 18      | 7              |
| Julia Goerges     | 19      | 8              |

- Ranking del 10 de junio de 2019.[2]

### Dobles femenino
| Tenista                          | Ranking | Preclasificada |
| Gabriela Dabrowski Yifan Xu      | 20      | 1              |
| Su-Wei Hsieh Barbora Strýcová    | 22      | 2              |
| Nicole Melichar Květa Peschke    | 27      | 3              |
| Anna-Lena Grönefeld Demi Schuurs | 34      | 4              |

## Campeonas

### Individual femenino
Ashleigh Barty venció a  Julia Goerges por 6-3, 7-5

### Dobles femenino
Su-Wei Hsieh /  Barbora Strýcová vencieron a  Anna-Lena Grönefeld /  Demi Schuurs por 6-4, 6-7(4-7), [10-8]